# Michael Kunze (Librettist)

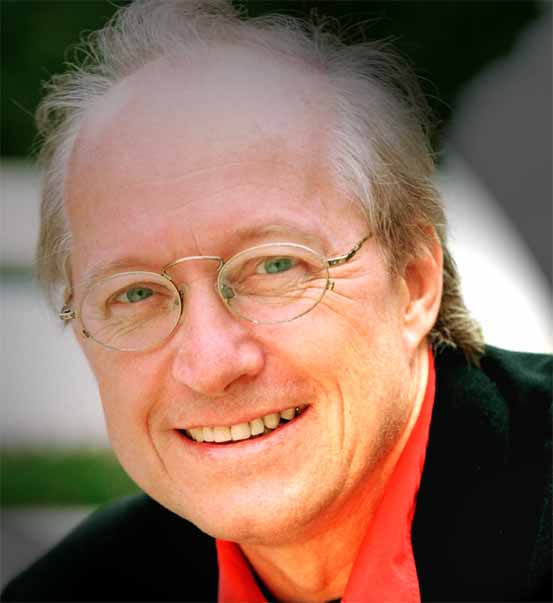
Michael Kunze (2009)

Michael Kunze (* 9. November 1943 in Prag; auch unter dem Pseudonym Stephan Prager bekannt) ist ein deutscher Liedtexter, Schriftsteller, Librettist, Rechtshistoriker, Jurist und Musikproduzent. Kunze verfasste die Texte von zahlreichen deutschen und internationalen Popmusik-Hits und wurde dafür mit den Grammy und ECHO Lifetime Awards, dem GEMA-Musikautorenpreis sowie 79 Goldenen und Platin-Schallplatten ausgezeichnet. Er ist der Verfasser mehrerer Bücher und entwickelte eine Reihe von Fernsehshows. Zudem übersetzte er die Gesangstexte vieler englischsprachiger Musicals ins Deutsche.
Seit Anfang der 1990er Jahre ist Kunze vor allem als Autor der Musicals Elisabeth (1992), Tanz der Vampire (1996), Mozart! (1999), Rebecca (2006), Marie Antoinette (2006) und Die 10 Gebote (2013) in vielen Ländern Europas sowie in Japan und Südkorea bekannt.

## Kindheit, Jugendjahre und Studium
Michael Kunze wurde als Sohn von Dita Roesler (Schauspielerin) und Walter Kunze (ein promovierter Jurist sowie Journalist und Karikaturist beim Prager Tagblatt) in Prag geboren. Nach der Vertreibung seiner Familie 1945 und der Flucht über Dresden verbrachte er jedoch seine Kindheit und Volksschulzeit am Rande des Schwarzwalds bei Freiburg im Breisgau. Nach eigener Aussage arbeitete sein Vater anfangs für die Zeitschrift Der Spiegel und war Kommunist.
1954 übersiedelte die Familie nach Stuttgart und 1959 von dort nach München. In Stuttgart besuchte er das Schickhardt-Gymnasium und in München die Klenze-Oberrealschule. Als Stipendiat der Stiftung Maximilianeum studierte er Jura, Philosophie und Geschichte an der Ludwig-Maximilians-Universität München. Er promovierte in den Rechtswissenschaften über Hexenprozesse im 16. Jahrhundert und speziell die Geschichte einer Landfahrerfamilie, der wegen Hexerei der Prozess gemacht wurde und die schwer gefoltert und verbrannt wurde. Daraus entstand sein Buch Straße ins Feuer.
Schon während des Studiums begann Kunze mit dem Liederschreiben. Seinen ersten Text „Wenn alle Ströme versiegen“ veröffentlichte der Berliner Verleger Peter Meisel, gesungen wurde er von Björn Ulvaeus. Einige seiner frühen Werke erschienen auf einer LP der Hamburger Folklore-Gruppe City Preachers. Obwohl diese Produktion kein kommerzieller Erfolg war, brachte sie ihm jedoch die erste Anerkennung der deutschen Musikbranche ein.
Für seine Arbeiten zur Rechtsgeschichte erhielt er 2016 die Brüder-Grimm-Medaille der Akademie der Wissenschaften zu Göttingen. Den Festvortrag vor der Akademie hielt er über Rudolf von Jhering als Student in Göttingen. Er veröffentlichte auch eine Biographie des badischen Revolutionärs Gustav Struve (Der Freiheit eine Gasse).

## Frühe Werke (Popmusik)
Zusammen mit seiner Frau Roswitha entdeckte Michael Kunze in einem Schwabinger Lokal den 20-jährigen Folksänger Peter Maffay. Seine erste Schallplatte Du erreichte 1970 Platz eins der deutschen Hitranglisten und wurde mit einer Goldenen Schallplatte ausgezeichnet.
In den folgenden Jahren schrieb und produzierte er Lieder für Daliah Lavi, Penny McLean (Lady Bump), Michael Schanze, Marion Maerz, Caterina Valente, Lulu, Mary Roos, Juliane Werding (Nacht voll Schatten, 1983; Stimmen im Wind, 1985; Das Würfelspiel, 1986), Münchner Freiheit (Ohne dich schlaf ich heut Nacht nicht ein), Ivan Rebroff (Freu Dich, 1981; Taiga Träume, 1983), Peter Alexander (Die kleine Kneipe), Jürgen Drews (Ein Bett im Kornfeld), Udo Jürgens (Der Teufel hat den Schnaps gemacht, 1973; Griechischer Wein, 1974; Ein ehrenwertes Haus, 1975; Ich war noch niemals in New York, 1982; 5 Minuten vor 12, 1982; Rot blüht der Mohn, 1984), Milva (Album Geheimnisse, 1986) und viele andere.
Dazu kamen internationale Produktionen mit Gitte Hænning, Herbie Mann, Julio Iglesias, Nana Mouskouri, Gilbert Bécaud und Sister Sledge. Hier verwendete er zeitweise das Pseudonym „Stephan Prager“ (in Anlehnung an seinen Sohn Stephan und seine Geburtsstadt Prag). Mit der Gruppe Silver Convention und ihrem Album Save Me bzw. der daraus ausgekoppelten Single Fly, Robin, Fly erreichte Michael Kunze (unter seinem eigenen Namen als Produzent und unter dem Namen Stephan Prager als Texter des Songs) sowie mit der Musik von Sylvester Levay, den er bereits seit dem Jahr 1972 kannte, Platz eins der amerikanischen Billboard und Cashbox Charts. Auch schrieb er für die Gruppe den Text für Telegram, den deutschen Beitrag zum Eurovision Song Contest 1977.
Auf dem Höhepunkt seines Erfolges zog er sich aus der Popmusik zeitweise zurück, um Bücher zu schreiben. Sein Werk Straße ins Feuer. Vom Leben und Sterben in der Zeit des Hexenwahns. wurde 1982 veröffentlicht; die New York Times besprach die englischsprachige Ausgabe 1987.

## Spätere Werke (Musiktheater)

### Adaptionen
In den 1980er Jahren entdeckte Kunze wieder seine alte Liebe zum Theater. Seine Zusammenarbeit mit Harold Prince an der deutschen Übersetzung des Musicals Evita war nicht nur der Beginn einer langjährigen Freundschaft mit dem legendären Broadway-Produzenten, sondern sie öffnete auch die Tür zu einer Serie von erfolgreichen Adaptionen der bekanntesten Broadway-Musicals für die deutsche Bühne.
Seine Übersetzungen der Werke von Andrew Lloyd Webber (Song and Dance, Cats, Das Phantom der Oper, Aspects of Love, Sunset Boulevard) und vor allem von Stephen Sondheim (Company, Into the Woods), machten ihn unter den immer zahlreicher werdenden Freunden dieses Genres bekannt. Ebenfalls aus seiner Feder stammen die deutschen Versionen von Wicked, A Chorus Line, Der kleine Horrorladen, Kuss der Spinnenfrau, Der Glöckner von Notre Dame, Der König der Löwen, Mamma Mia! und Aida (von Elton John).

### Musicals
Seit Beginn der 1990er Jahre schreibt Michael Kunze eigene Musicals. Er nennt sie Drama-Musicals, weil alle dramaturgischen Elemente der Erzählung der Geschichte dienen.
Mit seinem Freund Sylvester Levay schuf er 1991 zunächst Hexen Hexen für das Theater Heilbronn, danach folgte die Uraufführung des Musicals Elisabeth, dessen Premiere am 3. September 1992 im Theater an der Wien stattfand. Es ist bis heute (2022) in 12 Staaten und in 7 Sprachen aufgeführt worden. Gemeinsam mit Jim Steinman und unter der Regie von Roman Polański entstand 1997 Tanz der Vampire, das im Wiener Raimundtheater aufgeführt wurde und zwei Jahre später – 1999 – folgte Mozart! im Theater an der Wien, erneut mit Musik von Sylvester Levay. Im Jahr 2006 fanden zwei Uraufführungen statt. In Wien wurde das Musical Rebecca (nach dem Roman von Daphne du Maurier) im Raimundtheater gezeigt. In Tokio, Japan hatte am 2. November 2006 Marie Antoinette Premiere. 2013 kam es zur Uraufführung des vom Pop-Oratorium Die 10 Gebote umgearbeiteten Musicals Moses – Die 10 Gebote am Theater St. Gallen. Und 2014 fand die Uraufführung von Lady Bess in Tokio statt. Im Jahr 2016 kam es erneut zu einer Uraufführung in St. Gallen, diesmal mit dem Musical Don Camillo & Peppone, das Michael Kunze gemeinsam mit Dario Farina schrieb. Zwei Jahre später, im Februar 2018, wurde das Musical Matterhorn, ebenfalls am Theater St. Gallen uraufgeführt. Am 12. Januar 2023 wurde am LG Arts Center Seoul das Musical Beethoven uraufgeführt. Die Musik stammt von Sylvester Levay, die Inszenierung von Gil Mehmert.

### Pop-Oratorium
Michael Kunze ist der Librettist der Pop-Oratorien Die 10 Gebote, Luther und Bethlehem, die er gemeinsam mit Dieter Falk geschaffen hat.

### Weitere Werke
Michael Kunze verfasste Sprechtheaterstücke (Lenya – Uraufführung 2002 beim Kurt-Weill-Fest in Dessau, Alexandra – Uraufführung im Schlosspark-Theater in Berlin 2011), die deutsche Version des Musicals Dracula (Musik: Karel Svoboda) und eine amerikanische Oper (Raoul, Musik: Gershon Kingsley, szenische Uraufführung am 21. Februar 2008 am Theater Bremen). Außerdem stammen die meisten Liedtexte für das Udo-Jürgens-Musical Ich war noch niemals in New York von ihm.

## Privates
Michael Kunze lebt mit seiner Frau Roswitha in Hamburg.

## Auszeichnungen
- 56 Goldene Schallplatten
- 23 Platin-Schallplatten
- Grammy Award für Fly, Robin, Fly, komponiert von Sylvester Levay 1976
- Paul-Lincke-Ring 1989
- Goldene Feder des Deutschen Textdichter-Verbandes 1991
- Heinz-Bolten-Baeckers-Preis der GEMA-Stiftung 1993
- Stipendiat der Studienstiftung des deutschen Volkes
- Stipendiat der Stiftung Maximilianeum
- Echo 2005 für das Lebenswerk
- Deutscher Musikautorenpreis 2010 für das Lebenswerk
- Goldenes Verdienstzeichen des Landes Wien 2015[22]
- Preis in der Kategorie Lebenswerk (Deutsche Musicalakademie am 10. Oktober 2016)
- 2016 Brüder-Grimm-Medaille
- 2018 Elbschwanenorden

## Bücher (Auswahl)
- Straße ins Feuer. Vom Leben und Sterben in der Zeit des Hexenwahns, Kindler, München 1982, ISBN 3-463-00838-6.
- Der Freiheit eine Gasse. Traum und Leben eines deutschen Revolutionärs, Kindler, München 1990, ISBN 3-463-40004-9.